# اچ‌دی ۱۵۳۷۹۱
اچ‌دی ۱۵۳۷۹۱ یک ستاره است که در صورت فلکی آتشدان قرار دارد.